# حدب (حبيش)

تعديل مصدري - تعديل

حدب محلة تابعة لقرية المعرمة، التابعة لعزلة جبل خضراء بمديرية حبيش إحدى مديريات محافظة إب في الجمهورية اليمنية، بلغ تعداد سكانها 124 حسب تعداد اليمن لعام 2004.